# 이지 머니 (영화)
《이지 머니》(Snabba Cash)는 2010년 공개된 스웨덴의 영화이다. 다니엘 에스피노사가 감독을 맡았으며, 2006년 공개된 옌스 라피두스의 동명 소설을 원작으로 한다.

## 출연

### 주연
- 조엘 킨나만
- 마티아스 바레라
- 드라고미르 므르시치

### 조연
- 데얀 쿠킥
- 페레스 파레스
- 사샤 페트로빅
- 카밀로 알라니스
- 요르겐 버타게
- 톤 헬리-핸슨
- 맥심 코바레브스키
- 대그 맘베르크
- 미오드라그 스토야노빅
- 조엘 스피라
- 크리스티앙 힐보르그

## 기타
- 원작자: 젠스 라피두스
- 공동제작: 제시카 애스크
- 공동제작: 건너 카를손
- 공동제작: 론 코스런드
- 공동제작: 피터 네이더만
- 라인프로듀서: 크리스찬 베네프로네
- 미술: 로저 로젠버그
- 배역: 지넷 클린트베르그